# Stefania Podhorska-Okołów

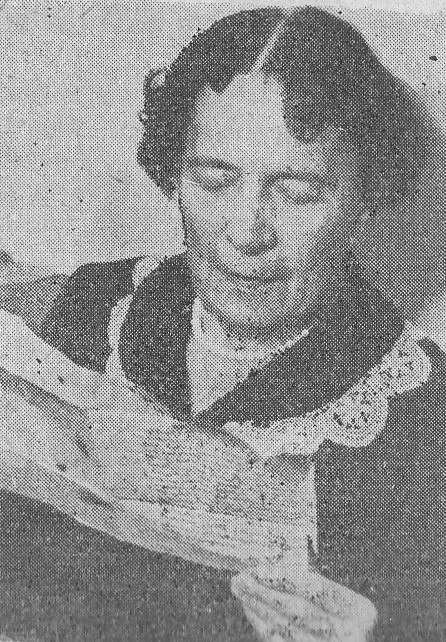
Stefania Podhorska-Okołów w latach 50.

Stefania Podhorska-Okołów (ur. 7 sierpnia 1884 w Warszawie, zm. 21 lipca 1962 tamże) – publicystka, tłumaczka i pisarka.

## Życiorys
Zapisała się na studia polonistyczne organizowane przez Towarzystwa Kursów Naukowych w Warszawie. W 1900 została nauczycielką w rodzinnym mieście, pracując tam do 1912. W 1902 zadebiutowała na łamach tygodnika „Bluszcz” publikując poezję. W latach 1915–1918 przebywała w Rosji, skąd powróciła i osiadła w Siedlcach, a od 1921 ponownie w Warszawie.
W latach 1921–1922 i 1927–1939 była redaktorką naczelną tygodnika „Bluszcz”, gdzie prowadziła stały dział recenzji teatralnych. W latach 1927–1928 redagowała jednocześnie „miesięcznik ilustrowany dla wszystkich” pt. „Na Fali” wydawany również przez Towarzystwo Wydawnicze „Bluszcz”.
Lata okupacji niemieckiej spędziła w Warszawie, a od 1944 przebywała w Częstochowie, skąd powróciła do stolicy w 1948. Redagowała czasopismo „Moda i życie praktyczne”, a w latach 1950–1953 pracowała w redakcji „Kuriera Codziennego”, prowadząc tam dział kulturalny.
Pochowana na cmentarzu Powązkowskim w Warszawie (kwatera 31 wprost-4-25/26).

## Wybrana twórczość
Książki
- Tarcza (poezje; G. Gebethner i Spółka, Kraków 1919);
- Kobiety piszą ... Sylwetki i szkice (Księgarnia Ferdynand Hoesick, Warszawa 1938);
- Św. Wojciech a Polska. W 950 rocznicę męczeństwa (okładka i ilustracje Józef Hollak; 1947);
- Warszawa mego dzieciństwa. Obrazki (winiety Andrzej Radziejowski; Spółdzielnia Wydawnicza „Czytelnik”, Warszawa 1955; wydanie drugie: Spółdzielnia Wydawnicza "Czytelnik", Warszawa 1958);
- Podróże Mickiewicza (opowieść biograficzna; Państwowe Wydawnictwo "Iskry", Warszawa 1957);
- Bohater wielkiej przygody (o Wacławie Sewerynie Rzewuskim; ilustracje Antoni Uniechowski; Państwowe Wydawnictwo "Iskry", Warszawa 1960)
- Dzienniki z Powstania Warszawskiego (współautorka; pozostali autorzy: Leopold Buczkowski, Maria Dąbrowska, Karol Irzykowski, Maria Rodziewiczówna, Eugeniusz Szermentowski, Larysa Zajączkowska-Mitznerowa; wybór i opracowanie Zuzanna Pasiewicz; Wydawnictwo LTW, Łomianki 2020, ISBN 978-83-756565-2-7).

Przekłady
- Alain Gerbault, Sam przez Atlantyk (red. Stanisław Lam; wyd. Feliks Gadomski; Księgarnia Bibljoteki Dzieł Wyborowych, Warszawa 1925; Seria: "Bibljoteka Dzieł Wyborowych", seria 2, r. 2 [1925], t. 13);
- Henri Duvernois [pseud., właśc. Simon Schwabacher, Eunuch (Towarzystwo Wydawnicze „Rój”, Warszawa 1927);
- Henryk Duvernois [pseud., właśc. Simon Schwabacher], Bestja (współautor tłumaczenia: Widz [pseud.]; Towarzystwo Wydawnicze "Rój", Warszawa 1928);
- Colette Yver, Rąbek zasłony. Nowele. T. 1 (Towarzystwo Wydawnicze "Bluszcz", Warszawa 1928);
- Henri Duvernois [pseud., właśc. Simon Schwabacher], Gizela (Towarzystwo Wydawnicze "Rój", Warszawa 1929);
- Paul Morand, Lewis i Irena (Towarzystwo Wydawnicze "Rój", Warszawa 1929);
- Maria Prileżajewa, Młodość Maszy (Wydawnictwo „Nasza Księgarnia”, Warszawa 1950);
- Alain Gerbault, W pogoni za słońcem (tłumaczenie wspólnie z Ludwikiem Szwykowskim; Spółdzielnia Wydawniczo-Handlowa "Książka i Wiedza", Warszawa 1957; wydanie rozszerzone o ostatnią część książki pt. Ostatni dziennik, z dodatkowym tłumaczeniem Juliana Czerwińskiego: Wydawnictwo Morskie, Gdańsk 1972);
- Czechow we wspomnieniach swoich współczesnych (antologia; wspólnie ze Stefanią Bądkowską; Spółdzielnia Wydawnicza "Czytelnik", Warszawa 1960).

Inne
- Zofia Rogoszówna, Pisklęta (autorka przedmowy; portret autorki Franciszek Krudowski; S. Kamiński, Kraków 1946).